# FK Smarhon
FK Smarhon (Wit-Russisch: ФК Смаргонь) is een Wit-Russisch voetbalelftal uit Smarhon. De club speelde tot 2010 in de Opperste liga. In februari 2021 werd de club, vanwege het faillissement van FK Haradzieja en de weigering of afwijzing door de bond van drie andere clubs, toegevoegd aan de Vysjejsjaja Liga. Daar eindigde Smarhon als vijftiende en degradeerde.
Arsenal Dzerzjinsk · 
Baranavitsjy · 
Belsjyna Babroesjk · 
Dnjepr Mahiljow ·
Kroemkatsjy Minsk ·
Lida · 
Lokomotiv Homel · 
Naftan Navapolatsk · 
Orsja · 
Sjachtjor Pietrykaŭ ·
Slonim-2017 · 
Volna Pinsk